# Apenisa Naevo
Pas d'image ? Cliquez ici

a Compétitions nationales et continentales officielles uniquement.

b Matchs officiels uniquement.
Dernière mise à jour le 30 août 2018.
Apenisa Naevo est né le 24 février 1973 à Nadi (Fidji). C’est un joueur de rugby à XV, qui a joué avec l'équipe des Fidji évoluant aux postes de deuxième ligne ou troisième ligne aile (1,95m pour 104 kg).

## Carrière

### En équipe des Fidji
Apenisa Naevo a eu sa première cape internationale le 29 septembre 1996, à l’occasion d’un match contre l'équipe de Hong Kong.

## Palmarès

### En équipe des Fidji
- 34 sélections
- 6 essais (30 points)
- Sélections par année : 3 en 1996, 3 en 1997, 5 en 1998, 9 en 1999, 6 en 2001, 3 en 2002, 5 en 2003

### Coupes du monde
- 1999 : 2 sélections (équipe de Namibie, équipe du Canada)
- 2003 : 3 sélections (équipe de France, équipe des États-Unis, équipe d'Écosse)